# Kamferdrops
Kamferdrops, artistnamn för Heidi Musum, född 22 juni 1993, är en norsk sångerska.

## Biografi
I mitten av 2017 fick hon en stor hit med en cover på "Jag trodde änglarna fanns", skriven av William Kristoffersen, låtskrivare i Ole Ivars. Låten har ursprungligen framförts av den svenska sångerskan Kikki Danielsson och det norska dansbandet Ole Ivars. Låten nådde stora framgångar på spellistor, och gick i september upp på förstaplatsen på Svensktoppen. Senare samma sommar släppte artisten en version av "Tusen bitar"; ursprungligen framförd av Anne Linnet.
I slutet av november 2017 tillkännagavs att Kamferdrops skulle delta Melodifestivalen 2018 med numret "Solen lever kvar hos dig", där den slutade på sjätte plats i deltävling 1. Kamferdrops brukar vid offentliga framträdanden dölja ansiktet med en ansiktsmask eller ett par stora solglasögon.

## Diskografi
Singlar
- 2017 – "Jag trodde änglarna fanns"
- 2017 – "Tusen bitar"
- 2017 – "En liten fågel" / "Ein Bisschen Frieden"
- 2018 – "Solen lever kvar hos dig"
- 2018 – "Folkkär" (med Frej Larsson)